# Torre da cerca

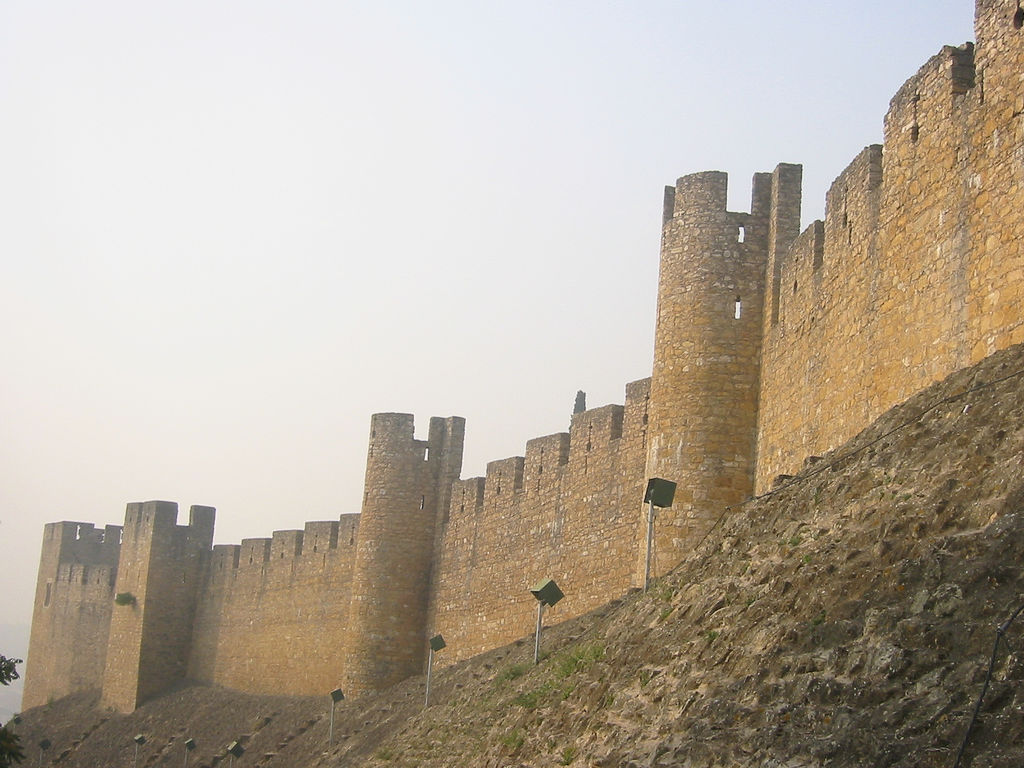
Torres da cerca do Castelo de Tomar, Portugal.

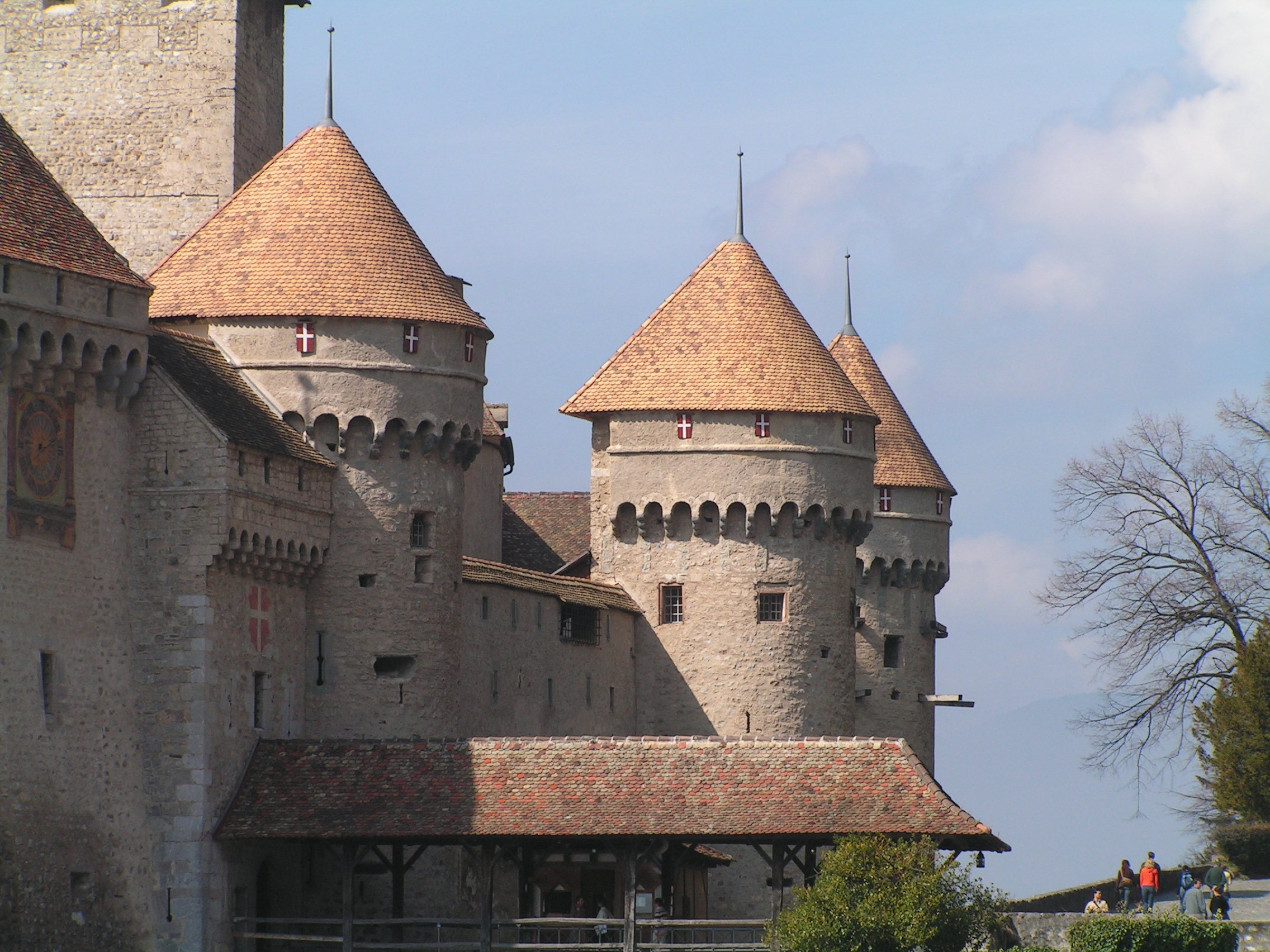
Torres da cerca do Castelo de Chillon, Suíça.

Torre da cerca, em arquitetura militar, é cada uma das torres integradas e salientes das cercas ou muralhas dos castelos medievais. Estas torres tinham como função servir de posto de vigia e de defesa em caso de ataque.

## História
Na Antiguidade e na Idade Média, a construção de torres nas muralhas das fortificações permitia uma vantagem substancial na defesa das mesmas, pela posição elevada que ofereciam aos defensores. A partir dessa posição elevada, a guarnição da fortificação poderia defender as suas muralhas, atingindo o inimigo com tiros de arco e flecha e de besta ou com outros projéteis. No topo de torre, era construído um parapeito, que poderia ter ameias, que protegia os seus defensores dos projeteis inimigos.
As torres da cerca eram construídas ao longo da muralha, separando os seus vários panos. Eram também construídas em pontos estratégicos, como em cada uma das portas da muralha, sendo aí, normalmente, construído um par de torres que as flanqueavam.
Inicialmente, as torres das cercas eram construídas em madeira. Mais tarde passaram a ser construídas em pedra, assumindo uma planta quadrada, redonda ou em semicírculo. Algumas torres eram ôcas, albergando, no seu interior, alojamentos ou outras instalações. Contudo, foram também construídos cubelos, que eram torres completamente maciças.